# Store and Treat
Store And Treat (SAT) ist ein neuartiges, von der Hamburger Stadtentwässerung patentiertes Verfahren zur Bewirtschaftung ammoniumreicher Zentratwässer auf Kläranlagen.
Das Besondere ist die Kombination der Prozesse Speichern und Behandeln in einem Becken.
Ohne Dosierung weiterer Hilfsstoffe können bis zu 50 % des Ammoniums aus dem Zentrat, das bei der Klärschlammentwässerung anfällt, nitrifiziert werden.